# Tempo (ブランド)

ロゴ

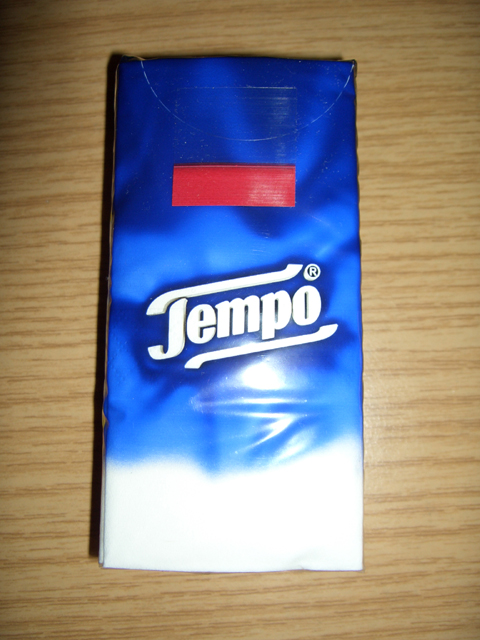
Tempoのパッケージ

Tempo は、ドイツ初のティッシュペーパーのブランドである。現在はエシティがブランドを保有している。
このブランド名は一般名として定着しており、他社ブランドのティッシュペーパーも"Tempo handkerchief" または "Tempo"と呼ばれる。

## 歴史
セルロース製の使い捨てティッシュペーパーは、Vereinigte Papierwerke AG社の経営者であったオスカー・ローゼンフェルダー (1878–1950)とエミール・ローゼンフェルダー (1861–1945/1946)兄弟のアイデア商品であった。オスカーは1929年1月29日にベルリンの国家特許庁でTempoブランドを登録した。ナチスは2人の会社を売却させた。
1935年、Tempoは1億5,000万個生産され、1955年には10億個、1962年には40億個を超えた。
2001年、ブランドはスベンスカ・セルローサ (SCA) に売却された。脱退後はエシティの傘下となっている。